# Christian Duverger
Pour les articles homonymes, voir Duverger.
Christian Duverger, né le 1er mars 1948 à Bordeaux, est un anthropologue et mésoaméricaniste français. Il est directeur du Centre de Recherche sur l'Amérique préhispanique (CeRAP) et directeur d'études à l'École des hautes études en sciences sociales (EHESS), où il détient la chaire d'anthropologie sociale et culturelle de la Méso-Amérique.

## Biographie
En 1968, il part au Mexique, où il s'initie au nahuatl.
En 1978, le premier ouvrage que publie Christian Duverger est la thèse qu'il vient de soutenir à l'université de Paris IV-Sorbonne sous la direction de Jacques Soustelle : L'esprit du jeu chez les Aztèques.
Il a dirigé plusieurs missions ethnologiques et archéologiques au Mexique.
Il a également été conseiller culturel à Saint-Domingue et au Mexique.
De 1996 à 2000, pendant quatre années scolaires, il a été premier recteur de l'Académie de Guyane.
Du 31 octobre 2002 au 21 juillet 2003, il a été recteur de l'Académie de la Réunion,.
En 2009, il devient directeur de mission archéologique sur le site de Monte Albán, au Mexique, dans le cadre d'une convention signée entre l’INAH, l’EHESS et l’Université Paris IV ; cette campagne de fouilles concerne l’ensemble architectural connu sous le nom de Sistema 7 Venado, situé dans la partie sud du site archéologique.

## Axes de recherche
Il a travaillé d'abord principalement sur les Aztèques. Il a ensuite étendu le champ de ses recherches à l'unité et la diversité culturelle de la Mésoamérique, proposant en particulier une théorie très controversée sur le caractère fondateur de la « nahuatlité » dans toute la Mésoamérique et une nouvelle périodisation de cette aire culturelle.
Dans son dernier livre Cortés et son double paru en janvier 2013, il soutient la thèse controversée qui attribue la paternité de l'Histoire véridique de la conquête de la Nouvelle-Espagne à Hernán Cortés plutôt qu'à Bernal Díaz del Castillo, Duverger affirmant qu'un simple soldat ne pouvait pas avoir acquis une culture classique aussi étendue que celle de l'auteur du texte.

## Publications
- L'esprit du jeu chez les Aztèques, Paris/La Haye/New York/Paris, Mouton, 1978, 298 p. (ISBN 90-279-7664-3, lire en ligne).
- La fleur létale : économie du sacrifice aztèque, Paris, Éditions du Seuil, 1979, 249 p. (ISBN 2-02-005169-9).
- L'origine des Aztèques, Éditions du Seuil, 1983 (autres éditions).
- La conversion des Indiens de Nouvelle-Espagne, avec le texte des Colloques des douze de Bernardino de Sahagun (1564), Éditions du Seuil, 1987, 277 p.
- La Méso-Amérique, Paris, Flammarion, coll. « Beaux Livres », 28 mai 1999, 478 p. (ISBN 2-08-012253-3).
- Pierres Métisses : L'Art sacré des indiens du Mexique au XVIe siècle, Paris, Éditions du Seuil, coll. « Beaux Livres », 27 mars 2003, 233 p. (ISBN 2-02-057817-4).
- Cortés, Paris, Fayard, coll. « Biographie », 23 mai 2003, 493 p. (ISBN 2-213-60902-0).
- El primer mestizaje : la clave para entender el pasado mesoamericano, Taurus, 2007, 740 p. (ISBN 978-970-32-4789-9 et 970-32-4789-X).
- Cortès et son double : Enquête sur une mystification, Paris, Le Seuil, coll. « L'Univers historique », 2013, 310 p. (ISBN 978-2-02-060442-0).

## Décorations
- Commandeur de l'ordre des Palmes académiques Il est promu ex officio commandeur de l'ordre, lors de sa nomination en tant que recteur de l'Académie de Guyane en 1996.

### Articles sur Christian Duverger
- François Dufay, « Christian Duverger, l'Aztèque », L'Histoire, no 259,‎ novembre 2001 (ISSN 0182-2411, lire en ligne).